# GeGeGe no Kitarou
GeGeGe no Kitarō (ゲゲゲの鬼太郎; literalmente "Kitarō Assustador") , originalmente conhecido como Hakaba Kitarō (墓場鬼太郎; literalmente, "Kitarō do Cemitério"), é um mangá japonês criado em 1960 por Shigeru Mizuki. É mais conhecido por sua popularização das criaturas folclóricas conhecidas como yōkai, uma classe de monstro-espírito à qual todos os personagens principais pertencem. Esta história foi um conto popular japonês do início do século XX, realizado em kamishibai. Foi adaptado para vídeo várias vezes, como anime, live-action e jogos eletrônicos. A palavra "Ge Ge Ge" (ゲゲゲ) no título representa o som de cacarejo no idioma japonês.

## Enredo
GeGeGe no Kitarō se concentra no jovem Kitarō — o último sobrevivente da Tribo Fantasma — e em suas aventuras com outros ghouls e estranhas criaturas da mitologia japonesa. Junto com: os restos mortais de seu pai, Medama-Oyaji (um membro da Tribo Fantasma mumificado que reencarnou para habitar seu antigo globo ocular); Nezumi-Otoko (o homem-rato); Neko-Musume (a gata) e uma série de outras criaturas folclóricas, Kitarō se esforça para unir os mundos dos humanos e Yōkai.
Muitas histórias envolvem Kitarō enfrentando uma miríade de monstros de outros países, como o vampiro chinês Yasha, o Transylvanian Dracula IV e outras criações não japonesas. Além disso, Kitarō também encara vários Yōkai malévolos, que ameaçam o equilíbrio entre as criaturas japonesas e os humanos.
Algumas histórias fazem referência explícita aos contos japoneses tradicionais, principalmente o conto popular de Momotarō, no qual o jovem herói defende um território japonês dos demônios com a ajuda dos animais nativos. A série de Kitarō A Grande Guerra Yōkai (妖怪大戦争, Yōkai Daisensō) atrai muita influência dessa história, com Kitarō e seus amigos Yōkai afastando um grupo de ghouls ocidentais de uma ilha.
Enquanto o personagem de Kitarō em GeGeGe no Kitarō é um garoto amigável que realmente quer o melhor resultado para os seres humanos e Yōkai, Hakaba Kitarō o retrata como um personagem muito mais sombrio e travesso. Sua aparente falta de empatia pelos seres humanos combinada com sua ganância geral e desejo de riqueza material o leva a agir de maneira inadequada em relação aos personagens humanos — muitas vezes levando-os enganosamente a situações de pesadelo ou até ao próprio inferno.

## Mídia

### Kamishibai
A história do Kitarō começou como um kamishibai em 1933, escrita por Masami Itō (伊藤 正 美) e ilustrada por Keiyō Tatsumi (辰 巳 恵). A versão de Itō foi chamada Hakaba Kitarō (墓場奇太郎) e geralmente é escrito em katakana para distingui-lo da versão de Mizuki do conto. Diz-se que é uma reinterpretação leve do conto popular japonês chamado Kosodate Yūrei (子育て幽霊) ou Ame-Kai Yūrei (飴買い幽霊). Em 1954, Mizuki foi convidado a continuar a série por seu editor Katsumaru Suzuki.

### Mangá
Hakaba Kitarō foi publicado em 1960, mas era considerado assustador demais para as crianças. Em 1965, renomeado para Hakaba no Kitarō, apareceu na Shōnen Magazine e passou por 1970. A série foi renomeada novamente para GeGeGe no Kitarō em 1967 e continuou no Weekly Shōnen Sunday (1971), Shōnen Action, Shukan Jitsuwa e muitas outras revistas.
Em 2002, GeGeGe no Kitarō foi traduzido por Ralph F. McCarthy e compilado por Natsuhiko Kyogoku para Kodansha Bilingual Comics. Três volumes bilíngues (japonês-inglês) foram lançados em 2002.
Desde 2013, os volumes de compilação de capítulos selecionados de mangás da década de 1960 foram lançados pela Drawn and Quarterly, com traduções para o inglês de Zack Davisson e uma introdução de Matt Alt no primeiro volume de compilação.

### Anime
Sete adaptações de anime foram feitas a partir da série de mangás GeGeGe no Kitarō original. Eles foram transmitidos na Fuji Television e animados pela Toei Animation. O tema de abertura de todas as seis séries é "Gegege no Kitarō", escrito pelo próprio Mizuki. Foi cantado por Kazuo Kumakura (1.º, 2.º), Ikuzo Yoshi (3.º), Yūkadan (4.º), Shigeru Izumiya (5.º), The 50 Kaitenz (5.º) e Kiyoshi Hikawa (6.º). A música também foi usada nos filmes de live-action estrelados por Eiji Wentz. No primeiro filme, foi realizado pelo parceiro de Wentz' WaT, Teppei Koike. Em janeiro de 2008, a sexta série de anime (também produzida pela Toei) estreou na Fuji TV durante a madrugada no bloco Noitamina. Este anime usa o título original do mangá (Hakaba no Kitaro) e, ao contrário das versões usuais do anime, ele está mais próximo do mangá original e não faz parte do cânone de remake existente. Também apresenta uma abertura completamente diferente ("Mononoke Dance" de Denki Groove) e uma música-tema final ("Snow Tears" de Shoko Nakagawa). Uma sétima série, dirigida por Kouji Ogawa e escrita por Hiroshi Ohnogi, começou a ser exibida na Fuji TV em 1 de abril de 2018 para comemorar o 50.º aniversário do anime. A série foi concluída em 29 de março de 2020 quando entrou em seu arco final intitulado "Arco Nurarihyon" em 6 de outubro de 2019. Foi transmitido no Crunchyroll, marcando o primeiro anime Kitarō a estar disponível na América do Norte.
Uma versão em inglês foi ao ar como Spooky Kitaro no Animax Asia. O anime de 2008 foi lançado com legendas em inglês em DVD na Austrália.

### Filmes

#### Série de 1968
- GeGeGe no Kitarō (21 de julho de 1968) (versão editada do eps. 5 e 6)

#### Série de 1971
- GeGeGe no Kitarō: The Divining Eye (12 de julho de 1980) (versão editada do ep. 37)

#### Série de 1985
- GeGeGe no Kitarō: The Yokai Army (21 de dezembro de 1985)
- GeGeGe no Kitarō: The Great Yokai War (15 de março de 1986)
- GeGeGe no Kitarō: The Strongest Yokai Army!! Disembark for Japan! (12 de julho de 1986)
- GeGeGe no Kitarō: Clash!! The Great Rebellion of the Dimensional Yokai (20 de dezembro de 1986)

#### Série de 1996
- GeGeGe no Kitarō: The Great Sea Beast (6 de julho de 1996)
- GeGeGe no Kitarō: Obake Nighter (8 de março de 1997)
- GeGeGe no Kitarō: Yokai Express! The Phantom Train (12 de julho de 1997)

#### Série de 2007
- GeGeGe no Kitarō: Japan Explodes!! (20 de dezembro de 2008)

### Filmes de live-action
Nos últimos anos, a franquia lançou dois filmes de live-action. O primeiro deles foi lançado em 2007, simplesmente intitulado Kitaro em seu lançamento internacional (o filme manteve o título de ゲゲゲの鬼太郎 no Japão) e é baseado em histórias retratadas no mangá original de Kitarō. É estrelado por Eiji Wentz como Kitarō e Yo Oizumi como Nezumi Otoko. O filme segue Kitarō enquanto ele tenta salvar uma jovem garota do ensino médio, Mika Miura, enquanto tenta impedir que a poderosa "pedra fantasma" caia em mãos erradas. Enquanto a mídia anterior da franquia retratava seus personagens e histórias principalmente por meio de animação e ilustração desenhadas à mão, o filme de ação ao vivo faz uso extensivo de figurinos práticos e personagens de CG para retratar o colorido elenco de Yōkai. O segundo filme, Kitarō and the Millennium Curse, foi lançado em 2008 com Wentz retornando ao papel de Kitarō. Ele segue Kitarō e seus amigos enquanto tentam resolver uma maldição de mil anos que ameaça a vida de seu companheiro humano Kaede Hiramoto.

## Jogos eletrônicos
- Gegege no Kitarō: Youkai Dai Makyou para o Famicom (1986, Bandai)
- Gegege no Kitarō 2 para o Famicom (1987, Bandai)
- Gegege No Kitarō: Fukkatsu! Tenma Daiou para o Super Famicom (1993, Bandai)
- Gegege no Kitarō para o Game Boy (1996, Bandai)
- Gegege No Kitarō: Gentōkaikitan para o Sega Saturn (1996, Sega)
- Gegege No Kitarō: Youkai Donjara para o Super Famicom (1996, Bandai) (requer Sufami Turbo)
- Gegege no Kitarō: Noroi no Nikuto Katachi Tachi para o PlayStation (1997, Bandai)
- Hissatsu Pachinkostation now 5 Gegege No Kitarō para o PlayStation (2000, Sunsoft)
- Gegege no Kitarō para Microsoft Windows (2003, Unbalance)
- Gegege no Kitarō: Ibun Youkaitan para o PlayStation 2 (2003, Konami)
- Gegege no Kitarō: Kiki Ippatsu! Youkai Rettou para o Game Boy Advance (2003, Konami)
- Gegege no Kitarō: Gyakushuu! Youkai Daichisen para o PlayStation (2003, Konami)
- Gegege no Kitarō: Youkai Daiundoukai para o Wii (2007, Namco Bandai)
- Gegege no Kitarō, produzido por Sammy
- Gegege no Kitarō: Youkai Daigekisen para o Nintendo DS (2008, Bandai)